# Psychroteuthis glacialis
Psychroteuthis glacialis är en bläckfiskart som beskrevs av Thiele 1920. Psychroteuthis glacialis ingår i släktet Psychroteuthis och familjen Psychroteuthidae. Inga underarter finns listade i Catalogue of Life.